# Modraszek alcetas
Modraszek alcetas (Cupido alcetas) – motyl dzienny z rodziny modraszkowatych.

## Wygląd
Rozpiętość skrzydeł od 23 do 26 mm, dymorfizm płciowy wyraźny.

## Siedlisko
Mozaika wilgotniejszych łąk, zarośli i skrajów lasów.

## Biologia i rozwój
Wykształca dwa pokolenia w roku (maj-czerwiec i lipiec-wrzesień). Rośliny żywicielskie: cieciorka pstra, wyki. Jaja składane są pojedynczo na liściach roślin żywicielskich. Larwy żerują na liściach i kwiatach, fakultatywnie są myrmekofilne; zimują.

## Rozmieszczenie geograficzne
Gatunek pontyjsko-śródziemnomorski, północna granica zasięgu przebiega przez południowe części Czech i Słowacji. Obserwowane w Polsce (w Beskidzie Niskim i w Bieszczadach) modraszki alcetasy najprawdopodobniej były modraszkami bladymi.